# 利馬里河

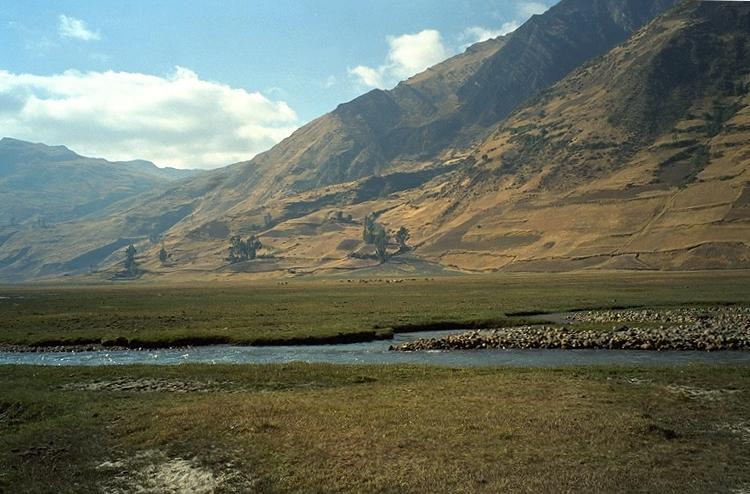
利馬里河

利馬里河（西班牙語：Río Limarí）是智利的河流，由科金博大區負責管轄，河道全長64公里，流域面積11,800平方公里，發源自安第斯山脈，最終注入太平洋，平均流量每秒7.34立方米。

## 外部連結
- Cuenca del Río Limarí, Dirección general de aguas, Ministerio de Obras Públicas, Gobierno de Chile